# 김황정
김황정(金晃正, 1975년 11월 19일 ~ )은 대한민국의 축구 선수이다.

## 구단 경력
선수 시절 공격수로 활약했었다. 한남 대학에서는 간사이 학생 리그 득점왕을 2회, MVP를 1회 획득하고, 1998년 제프 유나이티드 이치하라 지바에 입단 하였다. 제프에서는 기회를 많이 얻지 못했지만, 2000년에 반포레 고후로 이적하여 31경기에 출전하게 된다. 2001년에는 시즌 도중 4월 한국 울산 현대 호랑이로 이적했다.
그 후 세레소 오사카 유스팀에 코치로 취임하면서 지도자로서의 길을 가게 된다.